# تبروشت
تبروشت هي قرية مغربية شمال المملكة. تنتمي تبروشت لإقليم أزيلال الساحلي. تضم هذه القرية 3.620 نسمة (إحصاء 2004).